# Petroica de l'illa de Norfolk
La petroica de l'illa de Norfolk (Petroica multicolor) és un ocell de la família dels petròicids (Petroicidae).

## Hàbitat i distribució
Habita els boscs i zones més obertes de l'illa de Norfolk.